# Cmentarz żydowski w Rydzynie
Cmentarz żydowski w Rydzynie – dawny kirkut mieści się na zachód od szosy z Leszna do Wrocławia, na niewielkim wzgórzu, po prawej stronie ul. Kościuszki, tuż za ostatnim domem oznaczonym numerem 25. Teren jest nieużytkowany, zarośnięty krzakami i sosnami. Ostatni pogrzeb odbył się w marcu 1917 roku.
Podczas II wojny światowej kirkut uległ częściowej dewastacji. Zachowane po 1945 roku macewy zostały zabrane przez rolników i użyte jako materiał budowlany. W pierwszej połowie lat 90. XX w. odnaleziono dwa fragmenty nagrobków, które przeniesiono do Działu Judaistycznego Muzeum Okręgowego w Lesznie. Pierwsza z macew dedykowana była Bunemowi Katzowi (Cohenowi) synowi Mordechaja, zmarłemu 3 Nisan 5594 (12 kwietnia 1834). Druga poświęcona była kobiecie o imieniu Hendel. W listopadzie 2011 roku na kirkucie odnaleziono jedynie fundamenty niezidentyfikowanego budynku lub muru.